# Henriettea flavescens
 (septembre 2024).
La mise en forme du texte ne suit pas les recommandations de Wikipédia : il faut le « wikifier ».
Les points d'amélioration suivants sont les cas les plus fréquents :
- Les titres sont pré-formatés par le logiciel. Ils ne sont ni en capitales, ni en gras.
- Le texte ne doit pas être écrit en capitales (les noms de famille non plus), ni en gras, ni en italique, ni en « petit »…
- Le gras n'est utilisé que pour surligner le titre de l'article dans l'introduction, une seule fois.
- L'italique est rarement utilisé : mots en langue étrangère, titres d'œuvres, noms de bateaux, etc.
- Les citations ne sont pas en italique mais en corps de texte normal. Elles sont entourées par des guillemets français : « et ».
- Les listes à puces sont à éviter, des paragraphes rédigés étant largement préférés. Les tableaux sont à réserver à la présentation de données structurées (résultats, etc.).
- Les appels de note de bas de page (petits chiffres en exposant, introduits par l'outil «  Source ») sont à placer entre la fin de phrase et le point final[comme ça].
- Les liens internes (vers d'autres articles de Wikipédia) sont à choisir avec parcimonie. Créez des liens vers des articles approfondissant le sujet. Les termes génériques sans rapport avec le sujet sont à éviter, ainsi que les répétitions de liens vers un même terme.
- Les liens externes sont à placer uniquement dans une section « Liens externes », à la fin de l'article. Ces liens sont à choisir avec parcimonie suivant les règles définies. Si un lien sert de source à l'article, son insertion dans le texte est à faire par les notes de bas de page.
- La présentation des références doit suivre les conventions bibliographiques. Il est recommandé d'utiliser les modèles {{Ouvrage}}, {{Chapitre}}, {{Article}}, {{Lien web}} et/ou {{Bibliographie}}. Le mode d'édition visuel peut mettre en forme automatiquement les références.
- Insérer une infobox (cadre d'informations à droite) n'est pas obligatoire pour parachever la mise en page.

Pour une aide détaillée, merci de consulter Aide:Wikification.
Si vous pensez que ces points ont été résolus, vous pouvez retirer ce bandeau et améliorer la mise en forme d'un autre article.
Espèce
Synonymes
Selon GBIF (20 septembre 2024)
- Henriettella flavescens (Aubl.) Triana
- Loreya fasciculiflora Naudin
- Loreya flavescens (Aubl.) Naudin
- Melastoma flavescens Aubl. - Basionyme
- Ossaea flavescens (Aubl.) DC.

Henriettea flavescens est une espèce d'arbre de la famille des Melastomataceae. C'est un arbuste endémique du Suriname, de la Guyane et du Pará.

## Description
Henriettea flavescens est un petit arbre haut de 3-8 m.
Les jeunes branches, les pétioles et les nervures primaires des feuilles sont peu ou très peu strigulosés avec des poils prolongés à la base et quelque peu aplatis. 
Le pétiole est long de 0,5-1(-1,5) cm.
Le limbe mesure 8-15(-20) x (3-)4-8(-10,5) cm, est elliptique à obovate-elliptique, à l'apex aigu à court-acuminé, base aiguë, chartacé ferme et entier à obscurément crénelé, appressé-ciliolé de loin, glabre sur les deux surfaces, 5(-7)-pliné avec des aréoles de veinules laxes. 
Les pédicelles sont longs de 4-6 mm.
L'hypanthium est long de 2,5 mm, très peu striguleux.
Le calice est long de 0,6-0,8 mm, essentiel : tronqué (lobé dans les fruits).
Les pétales mesurent environ 4 × 3 mm, extérieurement densément et minutieusement sétuleux.
Les anthères longues de 2 mm, sont étroitement oblongues et incomplètement. 2-pores, avec le connectif prolongé d'environ 0,3 mm mais non appendice.
Le stigmate est non expansé.

En 1953, Lemée en propose la description suivante de Henriettea flavescens :

« H. flavescens Tria; (Melastoma f. Aubl.). Rameaux grêles ; feuilles de grandeur moyenne, pétiolées brièvement acuminées et à base aiguë, membraneuses, finement crénelées et ciliées-séteuses, à nervures transversales nombreuses peu distinctes ; fleurs pédicellées à calice ovoïde-campanulé, pétales de 2 mm. et demi, blancs triangulaires-lancéolés -aigus ; baie subglobuleuse à diamètre de 4 mm., noirâtre. - Dec. Monog. VII, 1039. »

— Albert Lemée, 1953.

## Répartition
Henriettea flavescens est présent du sud du Surinam au Brésil (Pará), en passant par la Guyane.

## Écologie
Henriettea flavescens pousse dans le sous-étage des forêts pluviales de basse altitude, en particulier sur des terrains recouverts de bauxite.

## Protologue
En 1775, le botaniste Aublet a décrit Henriettea flavescens et en a proposé le protologue suivant : 

« 12. MELASTOMA (flaveſcens) foliis ovatis, quinquenerviis, ſubtus incanis. (Tabula 164.)
Arbor trunco decem-pedali, tetragono, angulis acutis, in ſummitate ramoſo ; ramis & ramulis quadrangularibus, in extremitate foliofis. Folia oppoſita, ovato-oblonga, baſi anguſtiora, integerrima, glabra, ſupernè flaveſcentia, infernè ſubcinerea, petiolata. Flores infra, folia racemoſi, racemis oppoſitis, ad axillas foliorum evanidorum. Corolla, pericarpium uti præcedenti.
Florebat, fructumque ferebat Novembri.
Habitat in ſylvis Sinemarienſibus.

LE MELASTOME jaune. (PLANCHE 164.)
Cet arbre eſt de moyenne grandeur ; ſon tronc à huit ou dix pieds de hauteur, ſur huit pouces de diamètre ; il eſt quarre dans toute ſa longueur, & à quatre angles. Son écorce eſt liſſe & griſâtre. Son bois eſt blanc & très dur. Ses branches ſont longues, & ſe répandent en tous ſens. Les rameaux, qui en partent, ſont chargés de feuilles oppoſées & en croix ; elles ſont entières, minces, liſſes, ovales, étroites à leur naiſſance, larges vers le milieu, arrondies, & terminées en pointe, longues de huit a neuf pouces, larges de quatre, d'une couleur jaunâtre en deſſus, & d'un blanc cendre en deſſous. 
Les fleurs reſſemblent en tout par leur poſition, par leur forme & couleur, à celles de l'eſpèce précédente [Bellucia arborescens]. 
Les fruits ſont également ſemblables, & bons à manger.
J'ai trouvé cet arbre dans les forêts de Sinémari. Il étoit en fleur & en fruit au commencement de Novembre. »

— Fusée-Aublet, 1775.